# Os Inocentes
Os Inocentes é uma telenovela brasileira que foi produzida e exibida pela extinta Rede Tupi, de 5 de fevereiro a 7 de setembro de 1974, às 20 horas, substituindo Mulheres de Areia e sendo substituída por Ídolo de Pano, tendo 174 capítulos. 
Foi escrita por Ivani Ribeiro e Dárcio Ferreira, e dirigida por Edson Braga e Antônio Moura Mattos, com direção geral de Carlos Zara. Foi uma adaptação para televisão da peça de teatro A Visita da Velha Senhora, do suíço Friedrich Durrenmatt.
Dos 174 capítulos originalmente exibidos, apenas 12 foram preservados, estando sob a guarda da Cinemateca Brasileira.

## Sinopse
Maria Alice é uma bela professora que mora na cidade de Roseira com a sua filha Juliana. A professora fica viúva do marido e alguns dos homens da cidade resolvem paquerá-la, mas ela não aceita ao assédio deles. Eles resolvem se vingar, tratando de difamá-la perante os moradores da conservadora cidade. Maria Alice é escorraçada da cidade pelos seus habitantes, e é apedrejada. Uma pedra em particular a atinge no olho, deixando-a cega e, pouco tempo depois, morre. Os principais responsáveis pela morte da professora eram Durval e Bomfim. Depois de algum anos, Juliana, filha de Maria Alice, cresce e torna-se uma mulher neurótica e perturbada, cheia de rancor, e acreditando que à morte de sua mãe precisa ser vingada a qualquer custo, e não vai sossegar enquanto não sacrificar os culpados e seus descendentes - os inocentes - pelo ocorrido.
Juliana retorna à cidade de Roseira decidida a vingar a morte de sua mãe. Ela é agora uma mulher rica e poderosa, e compra a propriedade de Otávio Brandão, um fazendeiro em decadência que é obrigado a vender sua fazenda para ela, de quem fora muito amigo na infância. Juliana, então, começa a ganhar a confiança e a amizade de todos, mudando a vida dos moradores de Roseira, o único que percebe tudo isso é o padre João, que tenta alertar a todos os cidadãos, que cada vez mais se rendem aos encantos e à "generosidade" da vingativa Juliana.
Os inocentes eram: Marina, Hortênsia, Mário, Daisy, Marcelo, Renato, Lurdinha, Jarbas, Chico e, por fim, Otávio, que a faz repensar sua vingança devido ao romance que surge entre eles. Sempre que se vingava, Juliana queimava um boneco de papel que representava um dos inocentes.

## Elenco
| Ator                    | Personagem              |
| ----------------------- | ----------------------- |
| Cleyde Yáconis          | Juliana Azevedo         |
| Rolando Boldrin         | Otávio Brandão          |
| Maria Estela            | Hortência Campos Maciel |
| Laura Cardoso           | Guiomar de Oliveira     |
| Luis Gustavo            | Vitor Azevedo           |
| Márcia Maria            | Marina de Oliveira      |
| Elaine Cristina         | Deise de Oliveira       |
| Tony Ramos              | Marcelo Campos Maciel   |
| Paulo Figueiredo        | Renato Campos Maciel    |
| Ana Rosa                | Sofia Azevedo           |
| Adriano Reys            | Mário Bomfim            |
| Cláudio Corrêa e Castro | Padre João dos Anjos    |
| Gianfrancesco Guarnieri | Chico dos Anjos         |
| Jonas Mello             | Jarbas                  |
| Carminha Brandão        | Nazaré Brandão          |
| Tereza Teller           | Lurdinha Campos Maciel  |
| Lucy Meirelles          | Isabel Campos Maciel    |
| José Parisi             | Tomaz de Aguiar         |
| Serafim Gonzalez        | Feitor Salvador Barros  |
| Léa Camargo             | Iolanda Barros          |
| Régis Monteiro          | Maneco Barros           |
| Eudósia Acuña           | Profª Irene             |
| Adoniran Barbosa        | Dominguinho             |
| Eduardo Abbas           | Garcia                  |
| Alceu Nunes             | Babão                   |
| Marilena de Carvalho    | Jurema                  |
| Muíbo César Cury        | Delegado Noronha        |
| Luiz Carlos Braga       | Cazuza                  |

### Participações especiais
| Ator                | Personagem          |
| ------------------- | ------------------- |
| Karin Rodrigues     | Maria Alice Azevedo |
| Jussara Freire      | Gigi                |
| Sílvio Rocha        | Durval de Oliveira  |
| Osmano Cardoso      | Dr. Bonfim          |
| Carmem Marinho      | Taís                |
| Hilkias de Oliveira | Agenor              |
| Ana Luísa Lancaster | Hortência (criança) |
| Milla Amaral        | Juliana (criança)   |

## Trilha sonora
Os Inocentes é a trilha sonora da telenovela homônima da Rede Tupi, foi lançada em 1974 pela Mercury Records no formato de LP. O álbum é composto pelas canções nacionais e internacionais, e a capa é apresentado pela atriz Cleyde Yáconis como Juliana Azevedo (protagonista) andando a cavalo, igual na abertura da novela.
Lista de faixas
| N.º            | Título                               | Compositor(es)              | Artista(s)       | Duração |  |
| 1.             | "Abertura de Os Inocentes"           | Pete Dunaway C. George C.   | John Barry-Moore | 1:44    |  |
| 2.             | "Believe Me, Darling"                | Peter Dunaway C. George C.  | Pete Dunaway     | 5:00    |  |
| 3.             | "De Amor Eu Morrerei"                | Dominguinhos Anastásia      | Gal Costa        | 3:45    |  |
| 4.             | "Believe Me, Darling" (instrumental) | Pete Dunaway C. George C.   | John Barry-Moore | 4:00    |  |
| 5.             | "Tema pra Juliana"                   | Rolando Boldrin             | Mathuzalém       | 3:50    |  |
| 6.             | "Just Fancy That"                    | Glitter Leander             | Gary Glitter     | 2:40    |  |
| 7.             | "Porque te Amo (Perche ti amo)"      | (original) Zani (adaptação) | Celso Ricardi    | 3:12    |  |
| 8.             | "Let's Try Again"                    | Paul Bryan Harry Tompson    | Cynthia          | 3:00    |  |
| 9.             | "Até quem Sabe"                      | João Donato Lysias Enio     | Zé Luiz          | 3:30    |  |
| 10.            | "Love is in Motion"                  | Michael Brown Ian Lloyd     | Stories          | 2:50    |  |
| 11.            | "As Coisas que eu Gosto"             | Renato Teixeira             | Renato Teixeira  | 3:03    |  |
| 12.            | "Canção Primeira"                    | Geraldo Vandré              | Geraldo Vandré   | 5:23    |  |
| Duração total: | Duração total:                       | Duração total:              | Duração total:   | 41:57   |  |

- Sonoplastia: Pedro Jacinto
- Direção de produção: Cayon Gadia